# Kopalnia Węgla Kamiennego Rydułtowy
Kopalnia Węgla Kamiennego Rydułtowy – kopalnia węgla kamiennego wybudowana w 1806 r. w Rydułtowach. Pierwotnie nosiła nazwę „Charlotte”, a po II wojnie światowej została przemianowana na „Rydułtowy”. Jako kopalnia funkcjonowała samodzielnie do marca 2004 r., jako KWK Rydułtowy-Anna – „Ruch Rydułtowy” działała do 30 VI 2016. Po przekazaniu do PGG działa jako jeden z 4 oddziałów  zespolonych KWK ROW.

## Historia
Początki kopalni „Rydułtowy” sięgają 1806 r., kiedy to Fryderyk von Sack i jego żona Liza von Sack uruchomili kopalnię pod nazwą „Charlotte” w pobliskiej Czernicy, jednak z powodów geologicznych i po wyeksploatowaniu „Charlotte” została przeniesiona do sąsiedniej miejscowości Rydułtowy. Była to największa kopalnia w okolicy i jako pierwsza w regionie otrzymała maszynę parową. W 1855 r. w pobliżu zakładu powstała linia kolejowa. Kopalnia w granicach Polski znalazła się w 1922 r. Efekty nadchodzącego wielkiego kryzysu gospodarczego, można było zauważyć już w 1927 r., kiedy zatrudnienie w „Charlotte” spadło o 50% w stosunku do tego z 1920 r. Złą sytuację pogorszyła redukcja etatów w 1931 r.; zwolniono wtedy tysiąc robotników i ponad stu pracowników umysłowych. 1 kwietnia 1932 r. kopalnię zamknięto na cztery lata. W 1940 roku w kopalni Charlotte (Rydułtowy) pracowało 1218 górników, a cztery lata później 3582. Po II wojnie światowej, zmieniono nazwę zakładu na „Rydułtowy”. W latach 1975–1991 nosiła nazwę „Kopalnia Węgla Kamiennego Rydułtowy w Wodzisławiu Śląskim” (Rydułtowy były wówczas dzielnicą Wodzisławia). W marcu 2004 r. oficjalnie połączono kopalnie Anna i Rydułtowy, od tej pory KWK Rydułtowy działała jako „Ruch Rydułtowy” KWK Rydułtowy-Anna. W 2016 roku Oddział KWK „Rydułtowy-Anna” został ponownie rozdzielony na dwa oddziały: KWK Rydułtowy
i KWK „Anna”.  KWK Rydułtowy weszła w skład Polskiej Grupy Górniczej. Oddział ten jest najstarszym czynnym zakładem wydobywczym na Górnym Śląsku.

## Eksploatacja
Obszar górniczy kopalni Rydułtowy wynosi 46,0 km². Złoże kopalni „Rydułtowy”  pod względem administracyjnym leży w południowej części województwa śląskiego, na terenach miast Rydułtowy, Pszów, Radlin w powiecie wodzisławskim i Rybnika oraz gmin Gaszowice i Jejkowice. Najgłębsze czynne wyrobiska kopalni znajdują się na głębokości 1210 m, co czyni kopalnie Rydułtowy jednym z najgłębszych zakładów w Polsce.
Kopalnię zabezpiecza Okręgowa Stacja Ratownictwa Górniczego w Wodzisławiu Śląskim.